# Mosty Młyńskie

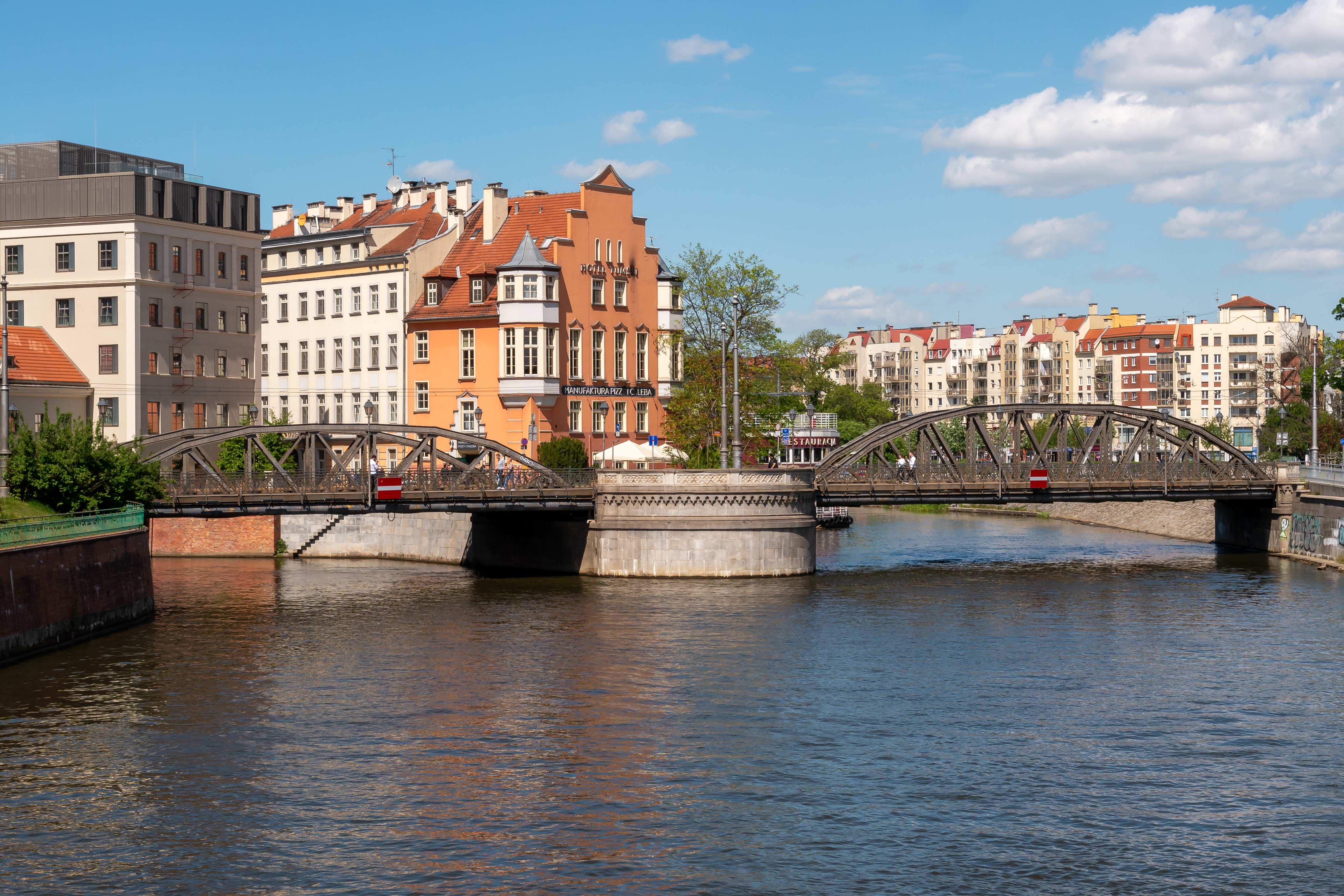
Mosty Młyńskie (Północny z prawej) z Mostu Tumskiego

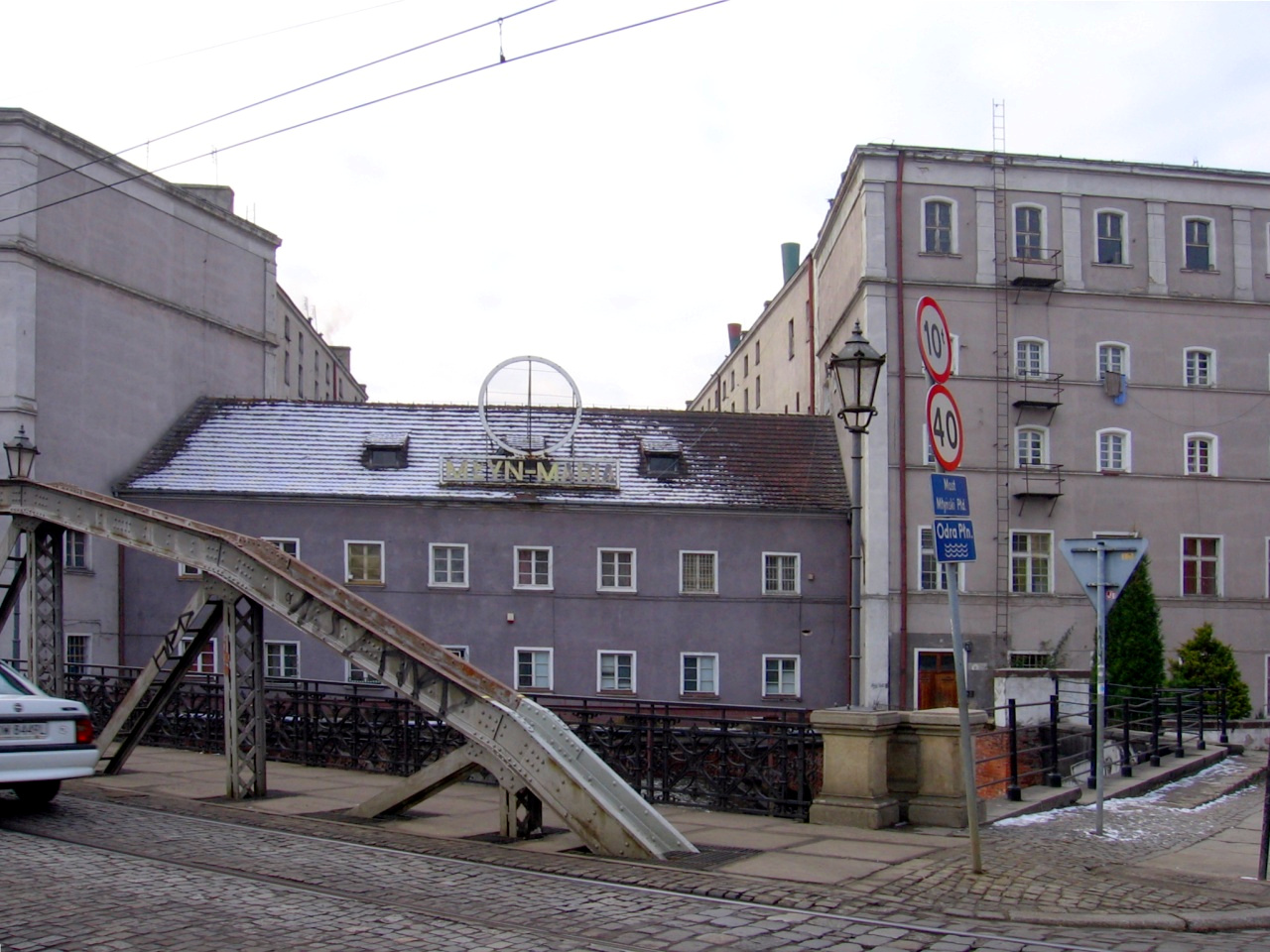
po lewej widoczny fragment Południowego Mostu Młyńskiego; w głębi po lewej młyn Feniks, po prawej – Młyn Maria, pośrodku (z szyldem Młyn Maria) budynek znajdujący się nad systemem rynien roboczych młynów; po prawej fragment ulicy prowadzącej na Wyspę Słodową

Mosty Młyńskie we Wrocławiu – zespół dwóch mostów (Południowy 27,8m długości i Północny 36,6m) przerzuconych nad odnogami Odry Północnej (Odra Północna, Kanał Młyna Maria). Mosty łączą Wyspę Piasek z Wyspą Młyńską oraz Wyspę Młyńską z prawym brzegiem rzeki. Przed rokiem 1945 nosiły wspólną nazwę Gneisenau Brücke (dopiero od tego czasu traktowane są jako dwa osobne obiekty).
Konstrukcja stalowa z parabolicznych łuków kratownic systemu Schwedlera, nitowana, zastąpiła w 1885 istniejące na tym miejscu mosty drewniane. Most Młyński Północny (dłuższy) ma – po dokonanym w 1956 remoncie generalnym przeprawy – szerokość pomostu 12,89m (Południowy – 12,80m), szerokość jezdni 6,84m (Pd. – 6,80m), dwa chodniki po 3,25m (Pd. – 2×3,0m) i rozpiętość przęseł 35,60m (28,86m pod mostem Południowym). W ciągu prowadzącej z Wyspy Piasek na północ w kierunku placu Bema ulicy św.Jadwigi pomiędzy mostem południowym a północnym znajduje się cypel Wyspy Młyńskiej ze zdobionym kamieniarką tarasem widokowym w kierunku Ostrowa Tumskiego i wylot ulicy prowadzącej na Wyspę Słodową. Mosty wspierają się na przyczółkach z granitowych ciosów wmurowanych w brzegi Wyspy Piasek, Wyspy Młyńskiej i prawego brzegu rzeki. Przez mosty poprowadzone są dwa tory tramwajowe, dwukierunkowy ruch samochodowy (maksymalne obciążenie mostów określono na 10 ton) i pieszy (chodniki oddzielone są od jezdni i torowiska tramwajowego kratownicą nośną).
Odra Północna wypływająca w pobliżu Mostów Młyńskich spod Mostu Tumskiego rozgałęzia się na cyplu Wyspy Młyńskiej i – po minięciu Mostów – jej południowa odnoga wpływa do systemu rynien roboczych młyna Maria i młyna Feniks, a północna, spod Mostu Młyńskiego Północnego, omija Wyspę Młyńską od północy i kieruje się w stronę Wyspy Bielarskiej i Mostu św.Klary, zbudowanego na miejscu nieistniejących (po wyburzeniu w 1975) Młynów św.Klary.
W średniowieczu układ śródmiejskiego węzła wodnego wyglądał inaczej niż obecnie. W szczególności, Ostrów Tumski był wyspą nie tylko z nazwy. Dopiero na początku XIX wieku na rozkaz Napoleona zasypano oddzielającą go od prawego brzegu Odry odnogę rzeki. Na miejscu dzisiejszego pl. Bema znajdowała się jeszcze jedna wyspa, nazywana wyspą św. Klary. W związku z tym ówczesny układ mostów także był nieco inny niż obecnie, bo dalej na północ znajdował się jeszcze jeden most, nazwany Fortuna. Jednak dwunastowieczny poprzednik Mostów Młyńskich, nazywany najpierw Pons ad molam de corpore Jesu Christi (Mostem Bożego Ciała), potem Mostem Przedtumskim znajdował się na tym samym miejscu, co dziś i był środkowym ogniwem łańcucha Długich Mostów zwanych Wratislavia junxta pontem prowadzącego od Bramy Piaskowej na południu, przez Most Piaskowy, Przedtumski i Fortuna na północ, w kierunku Ołbina i znajdującego się tu na miejscu obecnego kościoła św. Michała Archanioła opactwa benedyktynów oraz w kierunku Trzebnicy.

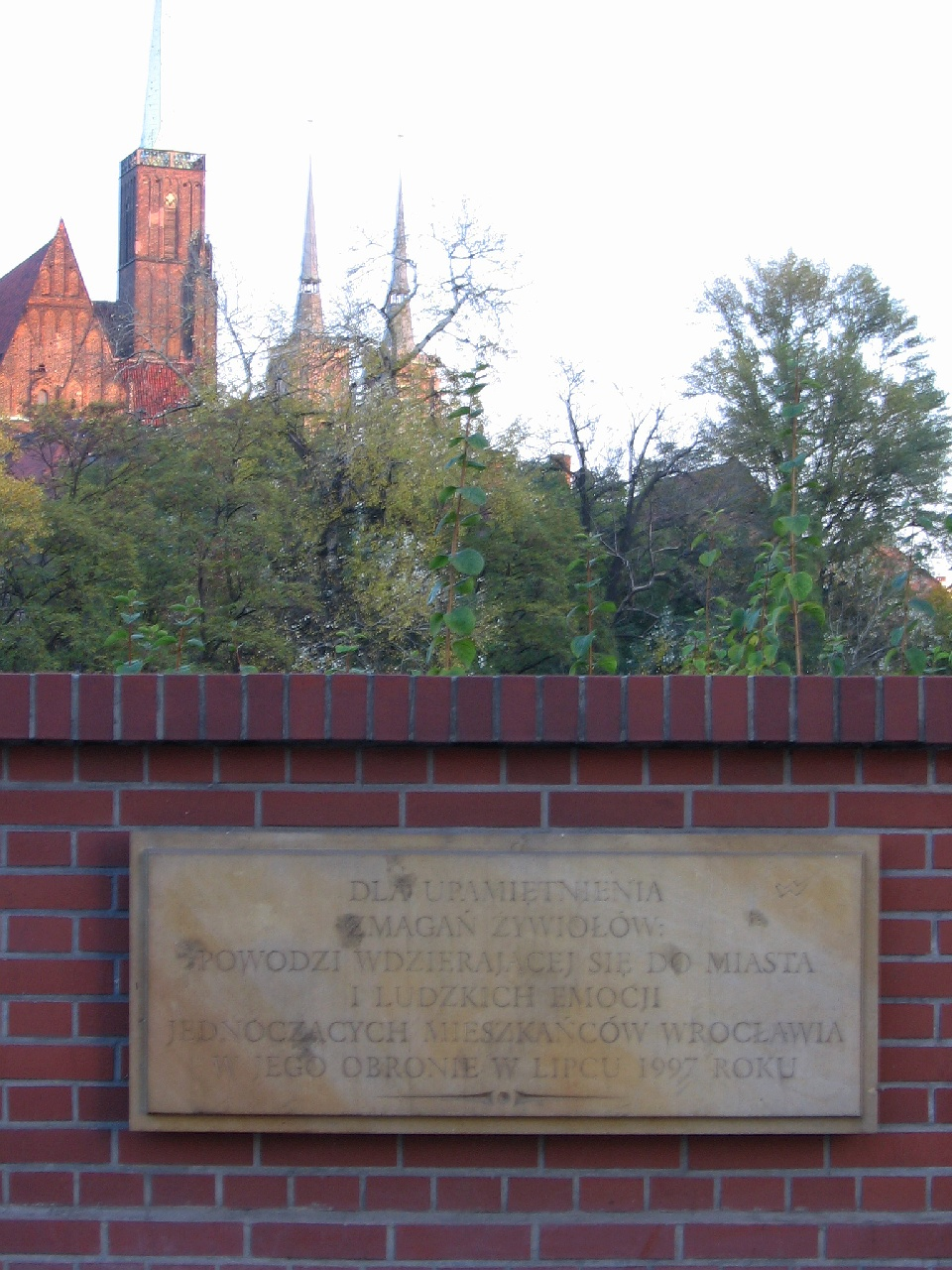
Tablica na Mostach Młyńskich upamiętniająca obronę miasta przez mieszkańców w czasie powodzi tysiąclecia w 1997

Uszkodzenia mostów, jakich doznały one w czasie oblężenia miasta pod koniec II wojny światowej zostały krótko po wojnie prowizorycznie naprawione przy pomocy drewnianych belek. Późniejszy remont w 1956, podczas którego odbudowano stalowe pomosty i wzmocniono dźwigary, nadał im współczesny układ jezdni, która po dalszych latach została w ramach kolejnego remontu zmodernizowana w 1990; dokonano wówczas także rekonstrukcji żeliwnych barier oraz kamiennych ozdób. W 1997, w czasie powodzi tysiąclecia, Mosty Młyńskie były poważnie zagrożone w związku z faktem, iż spiętrzony nurt rzeki, niosący w dodatku prócz wszelkiego porwanego śmiecia także potężne pnie drzew, nie mieścił się w rynnach Młyna Maria i stworzył niebezpieczeństwo zawalenia się całego budynku do rzeki pod naporem wody i niesionych z jej nurtem przedmiotów. Zawalenie się budynków poskutkowałoby natychmiastowym jeszcze większym spiętrzeniem wód rzeki, które mogłoby spowodować – wskutek efektu domino – zniesienie tak Mostów Młyńskich, jak i Mostu Piaskowego i być może kilku innych. Taki całkiem realny scenariusz spowodowałby jeszcze bardziej katastrofalne w skutkach zalanie nie tylko tych połaci miasta, jak to miało w rzeczywistości miejsce, ale również najcenniejszych historycznych dzielnic Śródmieścia i Starego Miasta, wraz z Rynkiem i okolicami. Przez wiele godzin dyżurowali przy Mostach Młyńskich samorzutnie gromadzący się ratownicy, w tym taternicy, który zwieszeni nad nurtem rzeki na haku wysięgnika stojącego na brzegu dźwigu przy pomocy lin i bosaków nie dopuszczali do klinowania się w wąskim przepuście pod młynami niesionych przez rzekę pni i kłód. Na pamiątkę tych wydarzeń wmurowano w balustradę południowego mostu kamienną tablicę ze stosowną inskrypcją.

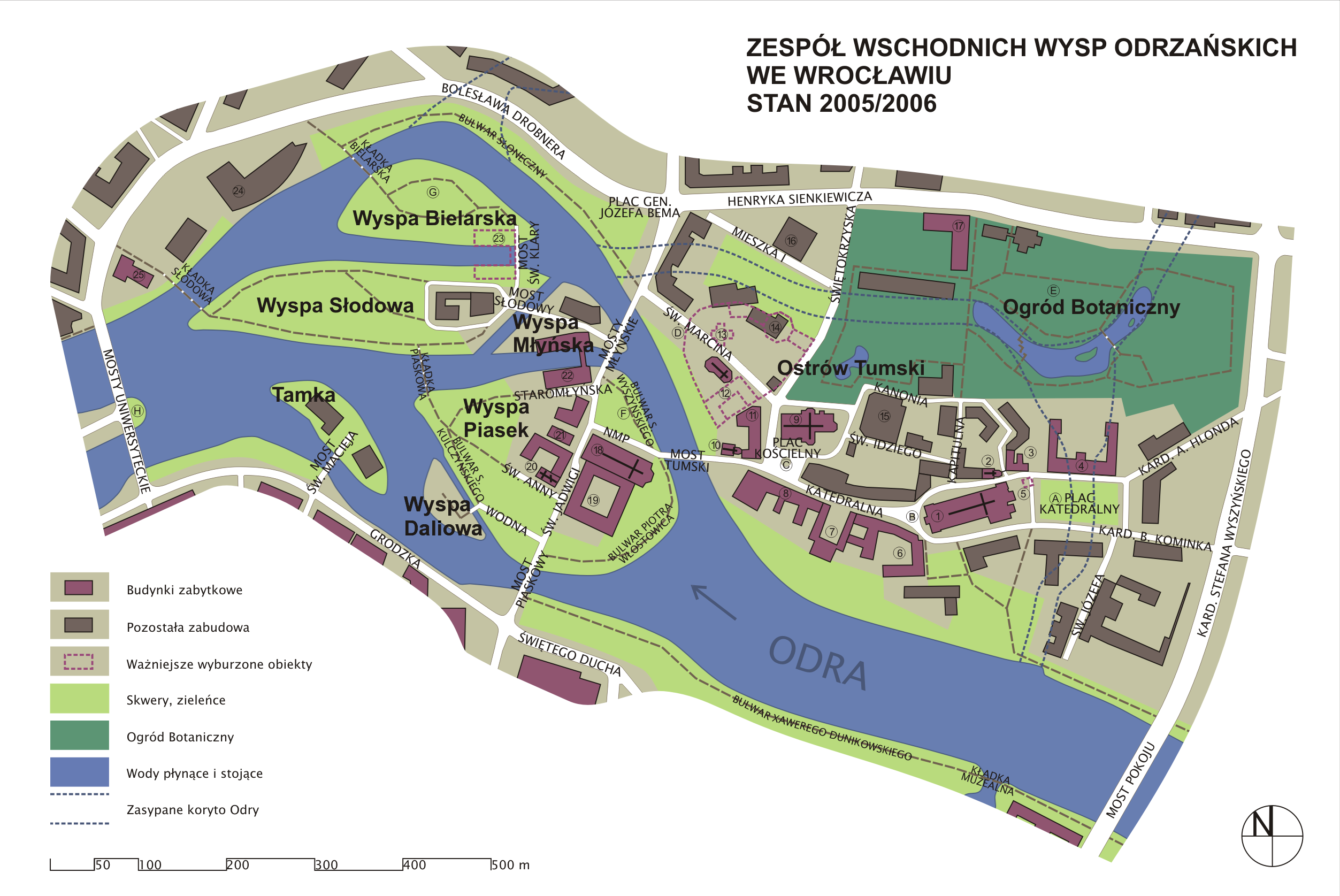
Wyspy w centrum Wrocławia: pośrodku u góry Wyspa Młyńska i Mosty Młyńskie